# Цвіклівці Перші
Цві́клівці Перші — село в Україні, у Жванецькій сільській територіальній громаді Кам'янець-Подільського району Хмельницької області.

## Назва
Назву поселення мовознавці виводять від флороксеми «цвікла», а науковці пов'язують з найменуванням предків «Цвікло» — Цвіклівці. Друга частка сучасної назви села є диференційованим числівником доповненим в 1987 році після його роз'єднання.

## Географія
Подільське село Цвіклівці Перші розкинулося на правому березі річки Смотрич, за 21 кілометр від Кам'янця-Подільського та за 8 кілометрів від автошляху національного значення Н03. Селом тече потік Безіменний, який на сході села впадає в Смотрич.

### Клімат
Цвіклівці Перші знаходяться в межах вологого континентального клімату із теплим літом у так званому «теплому Поділлі», тут весна настає на 2 тижні раніше. Але діяльність людини призводить до поганих змін та глобального потепління.

## Історія
Поблизу села на малодоступному останці берега річки Смотрич виявлено трипільське поселення, в урочищі «Гряда» відкрито напівземлянку з двома вогнищами, вісім ям різного призначення. Зафіксовано сліди поселення скіфського часу, два черняхівських поселення: в урочищі «Бесаги» та урочищі «Оботуха». В урочищі «Щовб» зібрано фрагменти давньоруської кераміки, знайдено римську монету.
Перша писемна згадка про село датується XV століттям, а саме 1441 році.
Внаслідок поразки визвольних змагань на початку XX століття, село надовго окуповане російсько-більшовицькими загарбниками.
Радянська окупація принесла колективізацію та розкуркулення, мешканці села зазнали репресій.
В 1932–1933 селяни села пережили голодомор.
Після завершення Другої світової війни у 1946—1947 роках село вчергове пережило голод.
У 1959 році селі знайдено Цвіклівецький скарб прикрас: мідні пластинчасті браслети, мідні, кістяні та вапнякові намиста та пронизки, усього 822 вироби.
В 1981 році почалось заповнення басейну Дністра водою, яке тривало шість років, внаслідок цього частина села Цвіклівці Перші затоплено в долині річки Смотрич, неподалік від її впадини у Дністер. А саме село надалі розділене на дві частини.
4 березня 1987 року виконавчий комітет обласної ради народних депутатів ухвалив у Кам'янець-Подільському районі частину села Цвіклівці, розташовану на лівому березі річки Смотрич, іменувати як село Цвіклівці Другі та підпорядкував його Устянській сільській раді, а частину села на правому березі річки — як село Цвіклівці Перші та залишив його в підпорядкуванні Рудської сільської ради.
З 1991 року в складі незалежної України.
8 вересня 2017 року шляхом об'єднання сільських рад, село увійшло до складу Жванецької сільської громади. Об'єднання в громаду має створити умови для формування ефективної і відповідальної місцевої влади, яка зможе забезпечити комфортне та безпечне середовище для проживання людей.
2 квітня 2023 року парафіяни церкви Святого великомученика Георгія Побідоносця села Цвіклівці Перші на загальних зборах вирішили долучилися до канонічної Православної Церкви України (ПЦУ).

## Населення
Населення становить 350 осіб станом на 2001 рік.

### Мова
У селі поширені західноподільська говірка та південноподільська говірка, що відносяться до подільського говору, який належить до південно-західного наріччя.
100 % населення вказало своєю рідною мовою українську мову.

## Релігія
- Церква Святого великомученика Георгія Побідоносця (ПЦУ)

## Туризм

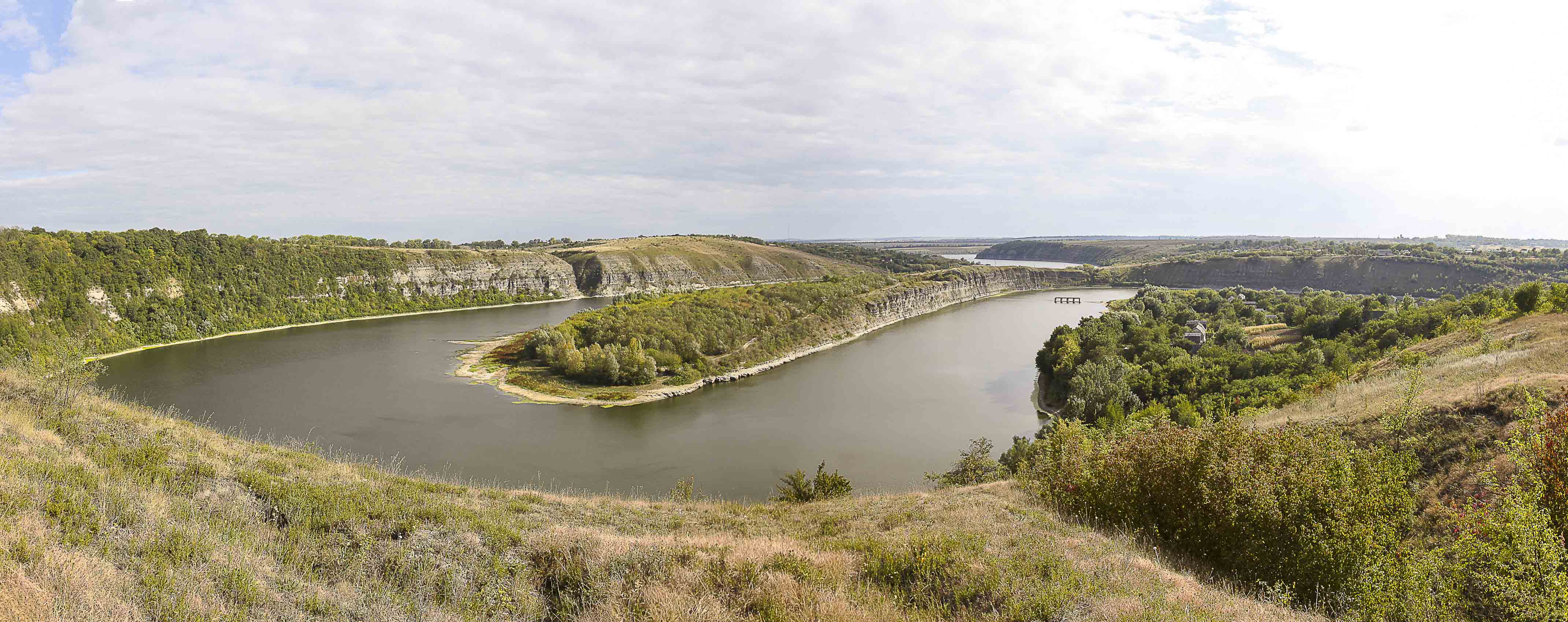
Оглядовий майданчик Гирло

Село є популярним місцем для відпочинку серед місцевого населення, працює декілька екосадиб. Поряд з поселенням знаходиться геологічна пам'ятка природи місцевого значення — розріз конилівської світи площею 4,0 га. Також біля села знаходиться Устянський заказник та оглядовий майданчик Гирло.

## Охорона природи
Село лежить у межах національного природного парку «Подільські Товтри».

## Галерея

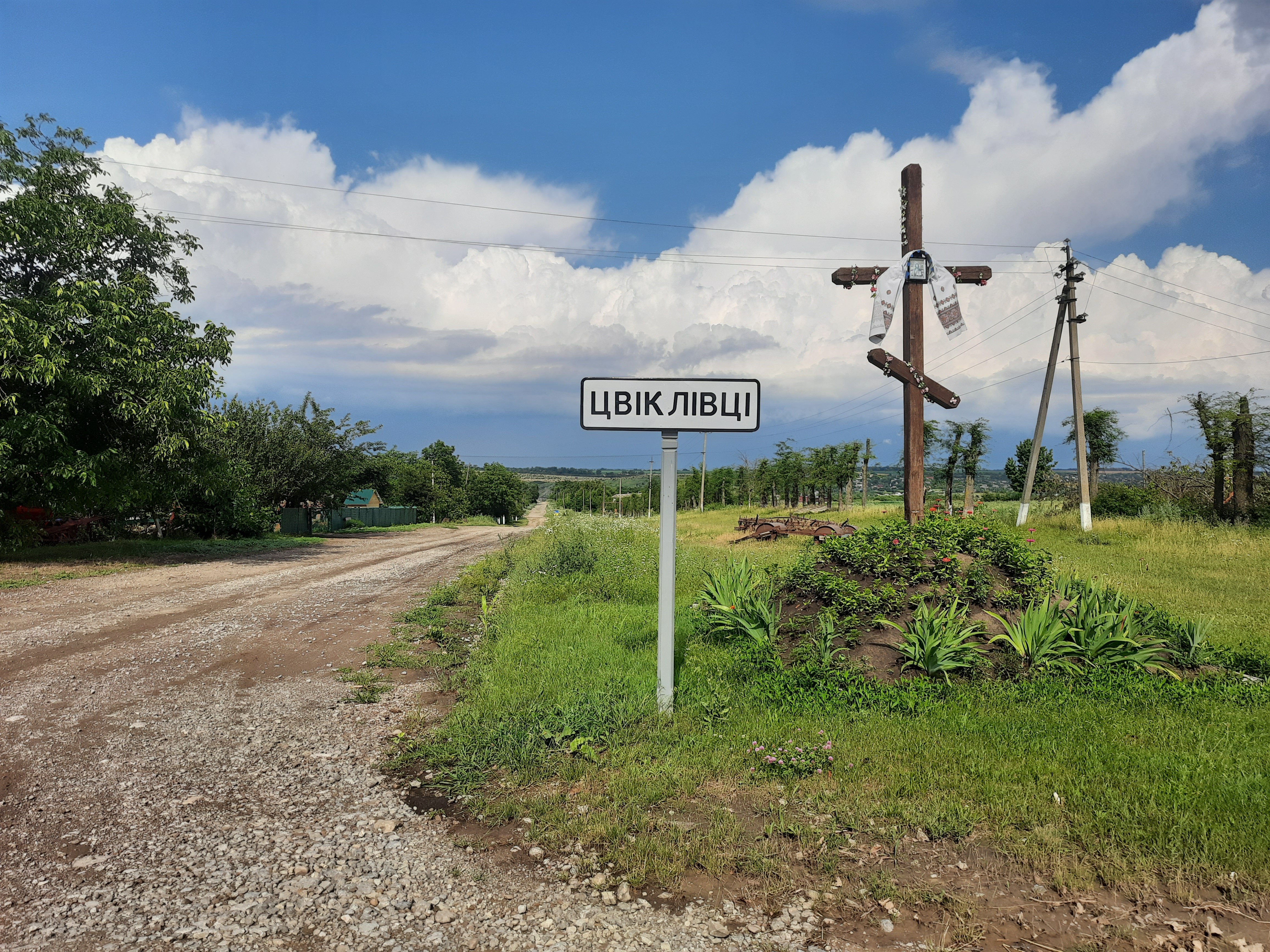
В'їзд у село
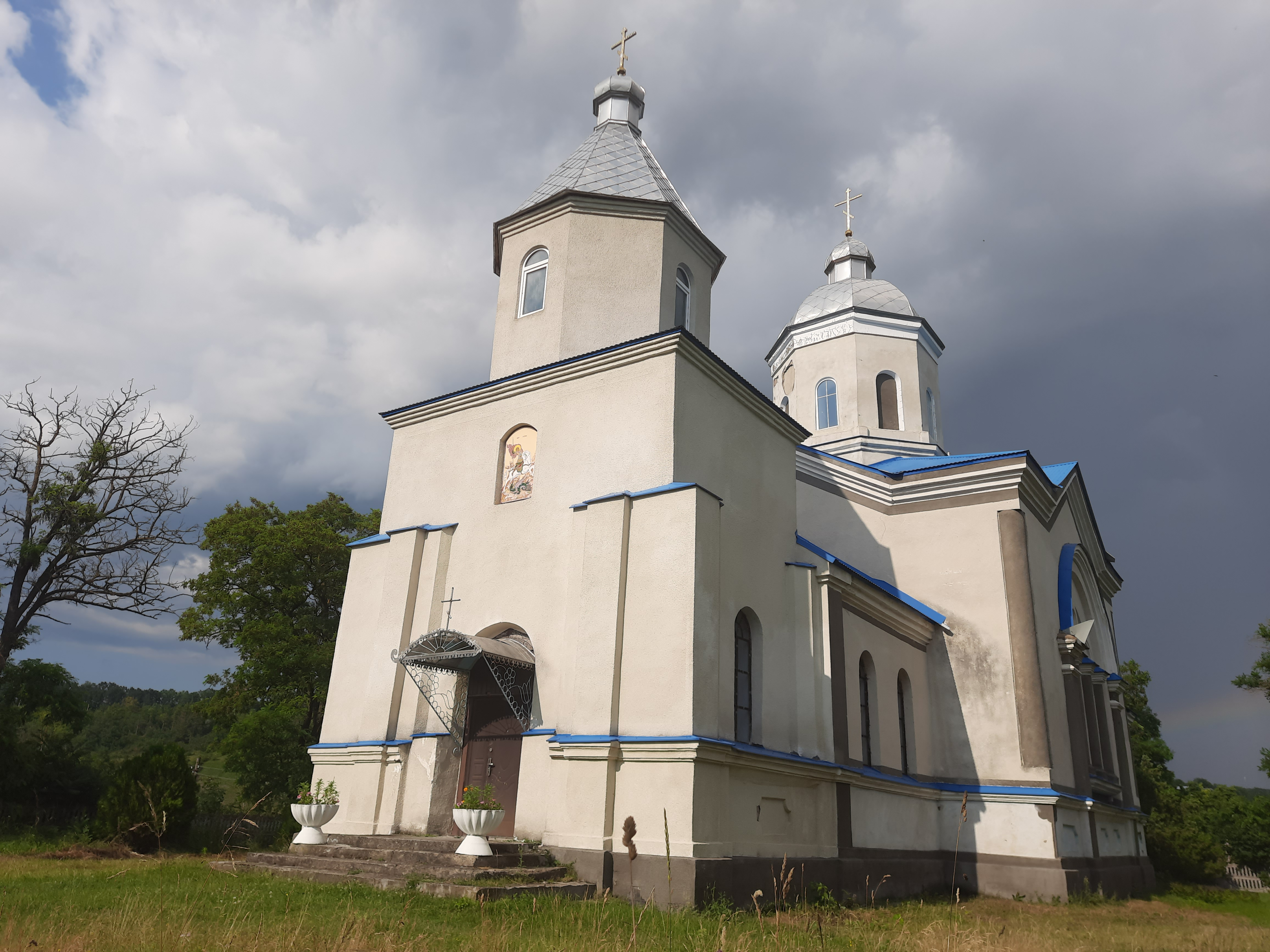
Свято-Георгіївська церква
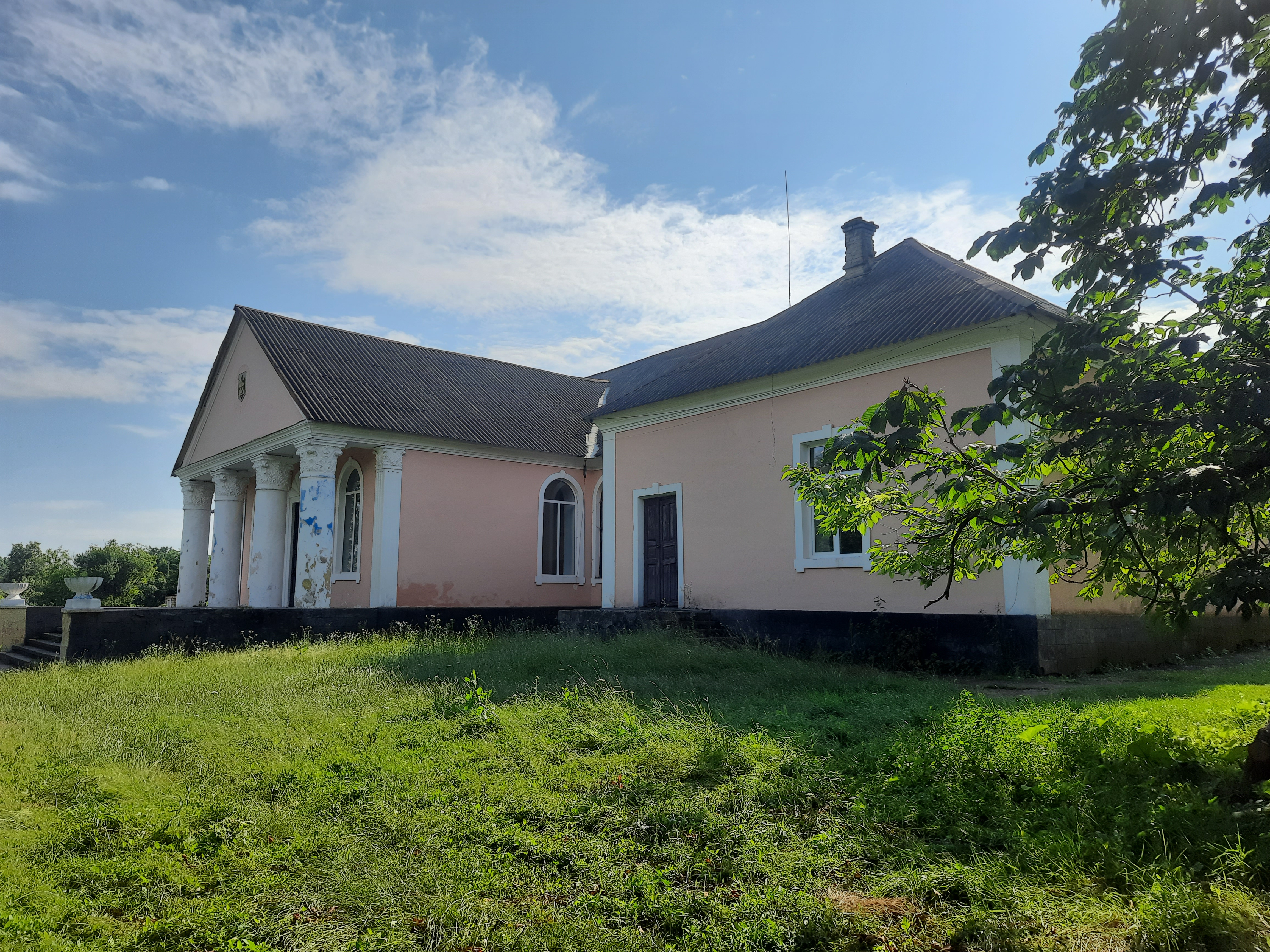
Будинок культури
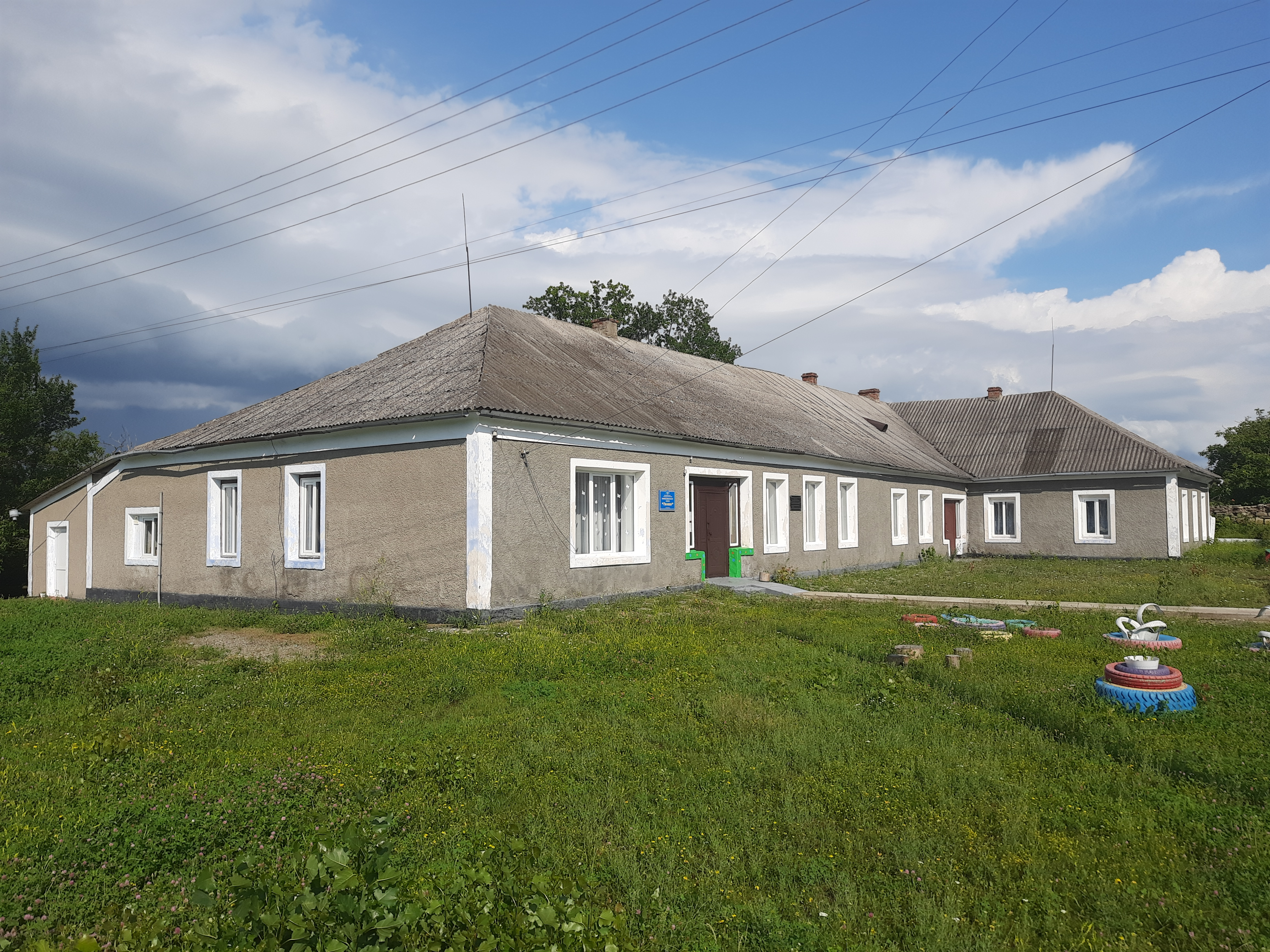
Школа
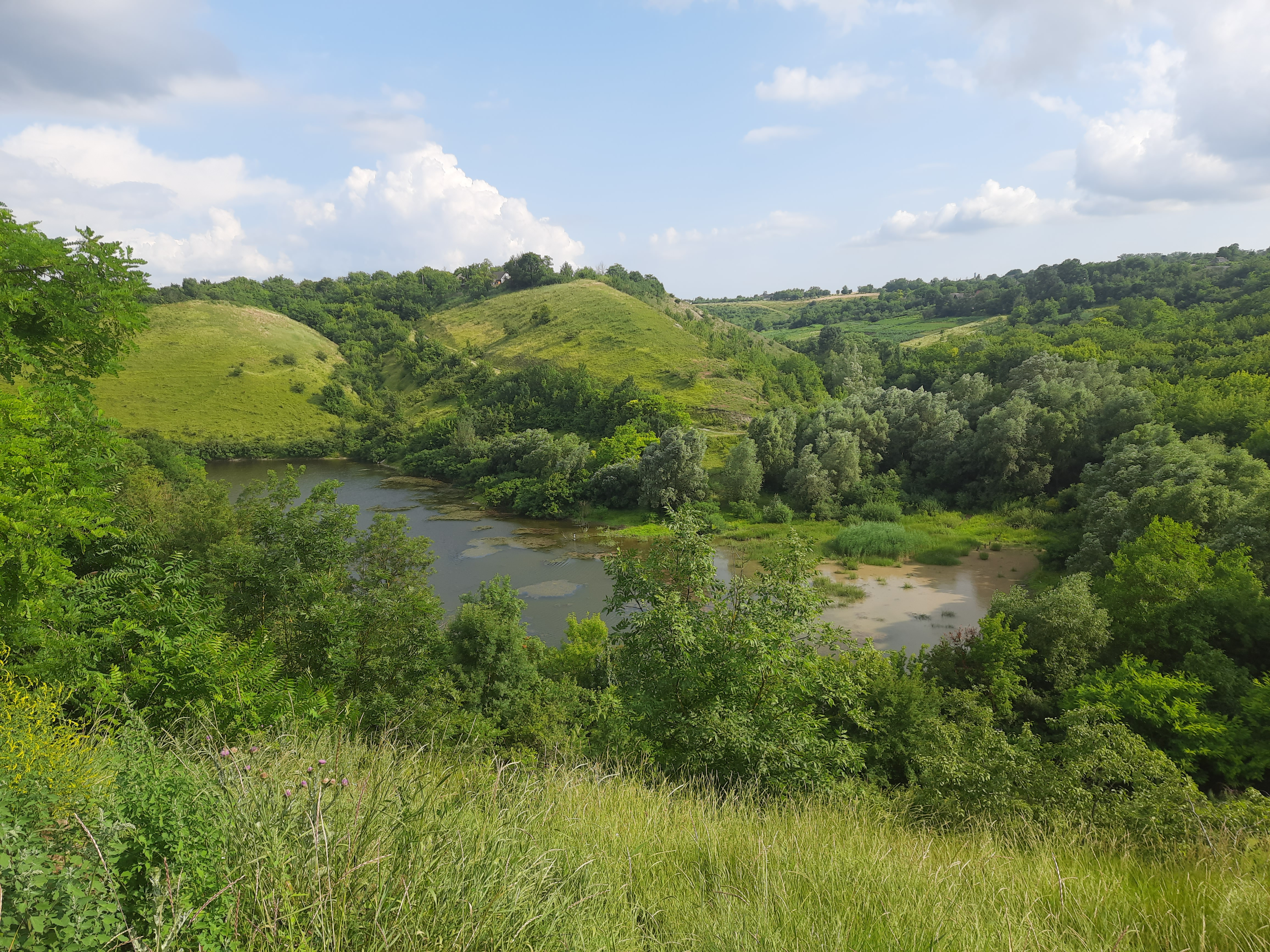
Краєвид  села
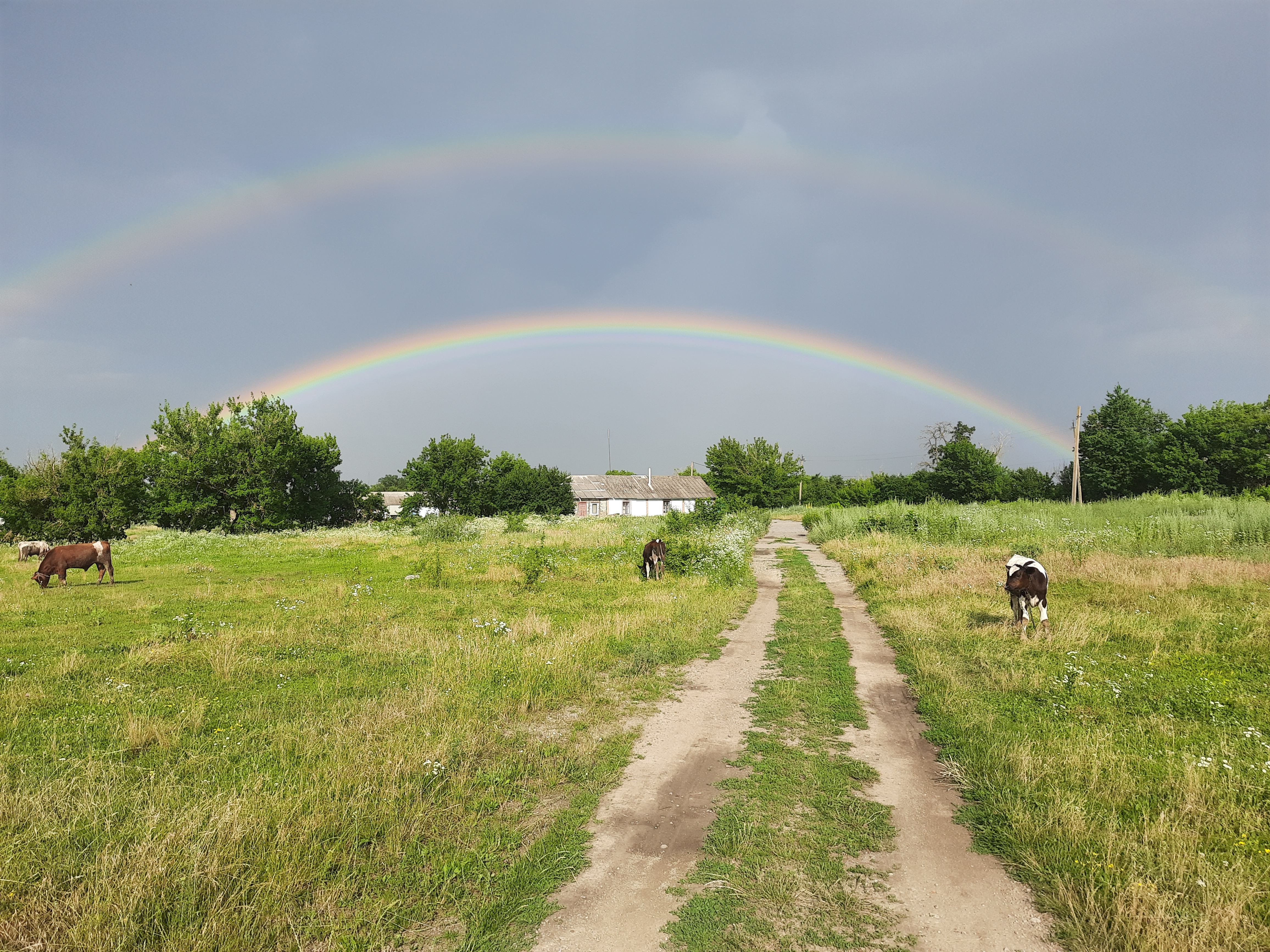
Краєвид села